# Rallye Raid

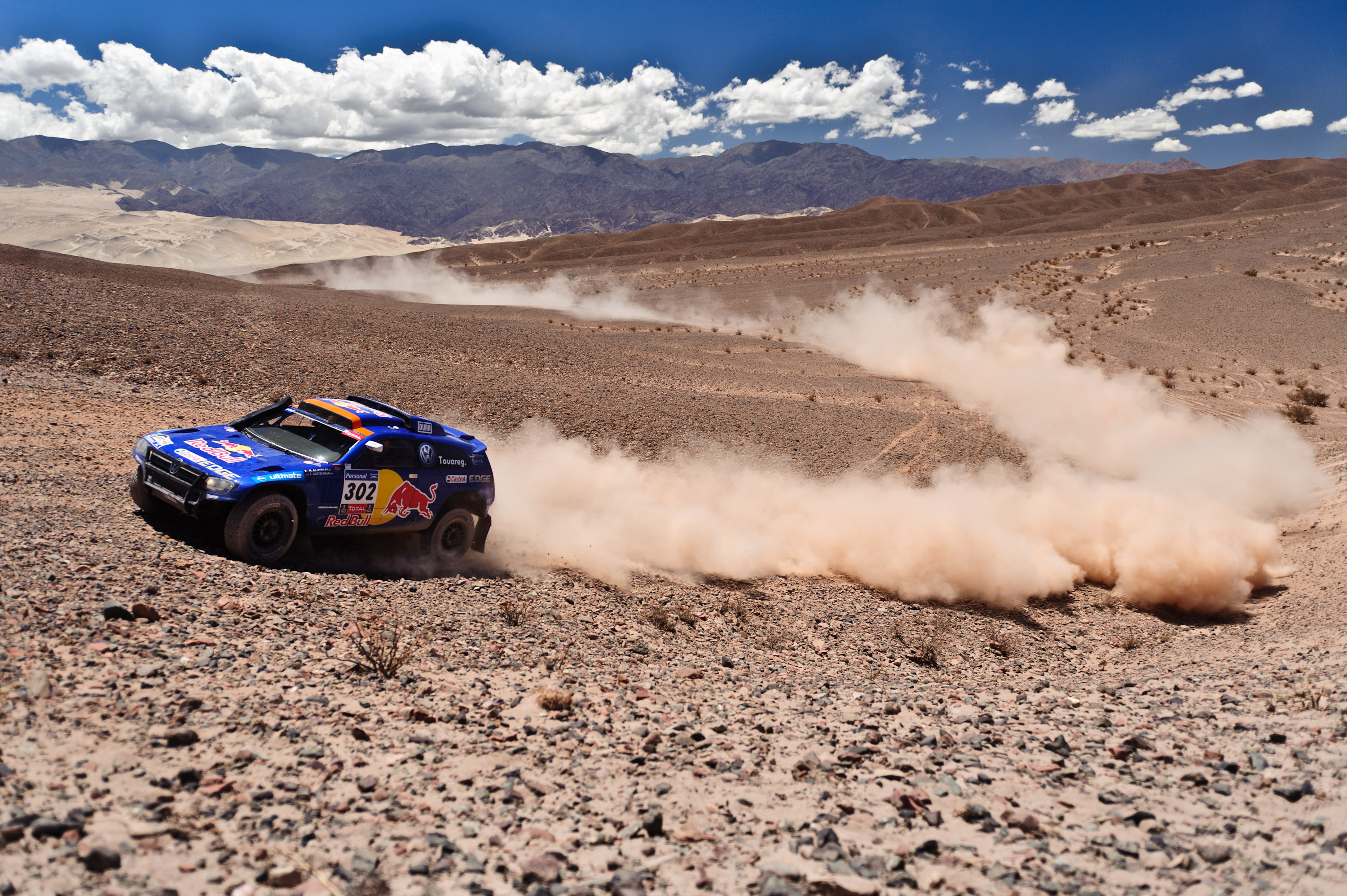
Nasser Al-Attiyah/Timo Gottschalk im VW Race Touareg 3 bei der Rallye Dakar 2011

Ein Rallye Raid (oder Marathonrallye) ist eine Off-Road Langstrecken-Rallye, die jedoch im Gegensatz zur traditionellen Rallye nicht auf Straßen und Pisten, sondern im Gelände (engl. Off-road) über offenes Wüstengelände oder unbefestigte Pisten und Wege ausgetragen wird. Es nehmen dabei nicht nur Autos (meist Geländewagen und Buggys), sondern auch Motorräder, geländegängige Lkw und Quads teil.

## Navigation
Die Navigation erfolgt in erster Linie mit einem Roadbook auf Papier oder in digitaler Form in Verbindung mit einem digitalen Wegstreckenzähler zur Entfernungsmessung. Beispielsweise bei Wüstenrennen ist zudem die Verwendung von GPS oder GPS-fähigen Geräten erlaubt.

## Bekannte Wettbewerbe
- Africa Eco Race auf den Strecken der ursprünglichen Rallye Dakar
- Australasian Safari (Australien)
- Baja 1000 (Baja California, Mexiko)
- Baja Deutschland, Baja Europe (Deutschland, Polen)
- Fenix Rallye (Tunesien)
- German Offroad Masters (Deutschland, Polen)
- King of the Hammers (USA)
- Mitteleuropa-Rallye
- Pharaonen-Rallye (Ägypten)
- Rallye Breslau (Polen)
- SCORE International Off-Road Racing Series

- Silk Way Rally (entlang der Seidenstraße)
- Tuareg Rallye (Tunesien, Marokko, Algerien)

### World Rally-Raid Championship
- Abu Dhabi Desert Challenge (Vereinigte Arabische Emirate)
- Desafio Ruta 40 (Argentinien)
- Rallye Dakar (Saudi-Arabien)
- Rallye du Maroc (Marokko)
- Sonora Rallye (Mexiko)